# Venere di Berekhat Ram

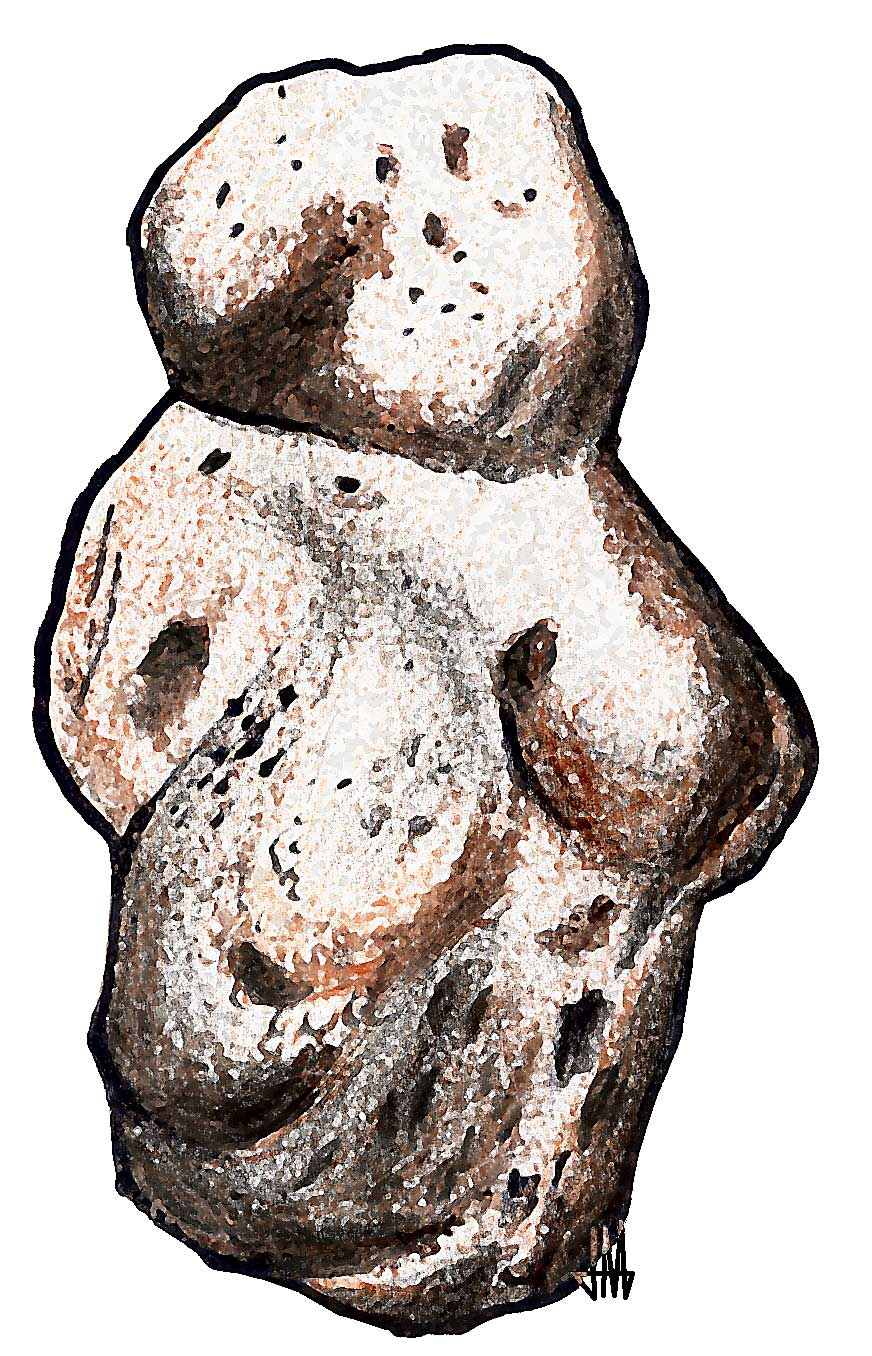
Venere di Berekhat Ram

La Venere di Berekhat Ram è un reperto archeologico sospetto di essere una venere paleolitica, ritrovato nell'estate del 1981 dall'archeologo Goren-Inbar della Hebrew University di Gerusalemme sulle alture del Golan.

## Descrizione
L'oggetto è di tufo rosso, lungo 35 mm, con almeno tre incisioni eseguite sulla sua superficie da una pietra tagliente; queste scanalature possono essere interpretate come la marcatura del collo e delle braccia. Questi solchi somigliano molto a quelli ottenuti durante delle prove di archeologia sperimentale, utilizzando una pietra tenera simile come base e della roccia dura e affilata per modellarla, quindi sono facilmente riconoscibili rispetto a quelli naturali. Si è pertanto dedotto che il blocco di tufo sia stato modellato da mani umane per quanto la somiglianza con le figure di veneri preistoriche non sia molto marcata.
L'oggetto fu ritrovato tra due strati di cenere e questo evento permise di datarlo almeno a 230.000 anni da adesso. Se l'interpretazione del reperto fosse corretta, saremmo di fronte al più antico esempio di arte preistorica scoperto, tanto che il suo realizzatore non apparterrebbe alla nostra specie, bensì all'Homo erectus. Per correttezza bisogna dire che all'epoca in questione risalgono altri esempi di arte, ma mai così complessi.

## Riferimenti
Goren-Inbar, N and Peltz, S, 1995, Additional remarks on the Berekhat Ram figure, Rock Art Research 12, 131-132, qtd in Scarre, C (ed.) (2005). The Human Past, London: Thames and Hudson. ISBN 0-500-28531-4.